# Robert Ulanowicz
 (avril 2018).
Si vous disposez d'ouvrages ou d'articles de référence ou si vous connaissez des sites web de qualité traitant du thème abordé ici, merci de compléter l'article en donnant les références utiles à sa vérifiabilité et en les liant à la section « Notes et références ».
Robert Edward Ulanowicz, né le 17 septembre 1943 à Baltimore, dans le Maryland, est un théoricien écologiste et philosophe américain d'ascendance polonaise qui, dans sa recherche d'une théorie unifiée de l'écologie a formulé un paradigme qu'il appelle le « Processus écologique ». 

## Biographie
Il a servi comme Professeur d'écologie théorique à l'Université du Maryland au Centre pour l'Environnement et la Science du Chesapeake Laboratoire de biologie, jusqu'à sa retraite en 2008. Ulanowicz a reçu ses BS[Quoi ?] et Doctorat en génie chimique à l'Université Johns-Hopkins respectivement en 1964 et 1968.
Ulanowicz réside actuellement[évasif] à Gainesville (Floride), où il occupe un poste de Professeur par Courtoisie[Quoi ?] dans le Département de Biologie de l'Université de Floride. Depuis son déménagement en Floride, il est conseiller scientifique à l'Institut Howard T. Odum de Floride, une organisation destinée à la préservation et à la protection de la nature .

## Pensée
Ulanowicz utilise des techniques issues de la théorie de l'information et de la thermodynamique pour étudier l'organisation des flux d'énergie et de nutriments au sein des écosystèmes. Bien que ses idées aient été principalement appliquées en écologie, nombre de ses concepts sont abstraits et ont été appliqués à d'autres domaines dans lesquels des réseaux de flux apparaissent, tels que la psychologie et l'économie.
Bien qu'Ulanowicz ait commencé sa carrière en modélisant des systèmes écologiques en utilisant des équations différentielles, il a rapidement atteint les limites de cette approche. Réalisant que tout écosystème est un système complexe, il a décidé de s'éloigner de ce qu'il considérait comme l'utilisation inappropriée de l'approche réductionniste, et a plutôt commencé à travailler au développement de mesures théoriques de l'écosystème dans son ensemble, comme l'ascendance. Peu à peu, il en est venu à comprendre que le comportement de l'écosystème n'est pas simplement une question de «mécanique avec bruit», mais plutôt une interaction complexe entre des tendances opposées - auto-organisation autocatalytique et décroissance entropique. Cette conversation naturelle pourrait être suivie quantitativement en utilisant des mesures théoriques de l'information appliquées aux réseaux de processus trophiques.
Après Gregory Bateson, Ulanowicz souligne à quel point l'écologie diffère significativement de la physique en ce sens que les contraintes qui sont absentes jouent un rôle important dans la dynamique des écosystèmes. Il soutient également que les lois homogènes de la physique ne font que contraindre le comportement d'écosystèmes très hétérogènes, mais sont incapables de déterminer eux-mêmes les résultats. Il va jusqu'à suggérer qu'une métaphysique entièrement nouvelle, qu'il appelle « Process Ecology », est nécessaire pour comprendre les systèmes vivants complexes.
Une découverte pertinente d'Ulanowicz a été que les écosystèmes ne progressent pas jusqu'à une efficacité maximale. Les écosystèmes qui canalisent trop d'activités le long des voies les plus efficaces le font au détriment de processus redondants et moins efficaces qui peuvent fonctionner pour prendre en charge des activités vitales dans le cas où les processus traditionnels sont distribués. Les écosystèmes qui persistent sont ceux qui parviennent à un équilibre entre les attributs mutuellement exclusifs de l'efficacité et de la fiabilité. Ce résultat de la nature pose un défi important à l'économie dominante, où l'efficience du marché est considérée comme la condition sine qua non.

## Publications
Ulanowicz est l'auteur ou le co-auteur de plus de deux cents articles en écologie théorique et dans des domaines connexes de la philosophie, en particulier ceux traitant de l'autocatalyse et de la causalité.
- (en) A third window: natural life beyond Newton and Darwin, Templeton Foundation Press (2009)  (ISBN 159947154X) - Une description de la nouvelle métaphysique d'Ulanowicz.
- (en) Ecology: The Ascendant Perspective, Columbia University Press (1997)  (ISBN 0231108281) - La causalité dans les systèmes vivants, écrite pour un public plus général.
- (en) Growth and development: ecosystems phenomenology, Springer (1986)  (ISBN 0387962654) - Un exposé plus technique des premières idées d'Ulanowicz.

## Récompenses
Ulanowicz a été récipiendaire en 2007 de la Médaille Prigogine pour ses recherches dans le domaine des systèmes écologiques. Il a participé en 2007 au projet de la Bourse de Visions[Quoi ?].